# DVK Haacht
Le DVK Haacht, fondé en 1986 sous le nom Voetbal Klub Don Bosco Haacht, est un club de football féminin belge situé à Haacht dans la province du Brabant flamand. En 2012, il cesse ses activités.

## Histoire
Le Voetbal Klub Don Bosco Haacht est fondé le 24 juillet 1986. Le club change de nom en juillet 1993 et devient le DVK Haacht.

## Palmarès
- Champion de Belgique D2 (2) : 1996 - 1998
- Vice-Champion de Belgique D2 (1) : 2006

### Bilan
- 2 titres